# 短序石豆兰
短序石豆兰（学名：[Bulbophyllum brevispicatum] 错误：{{Lang}}：文本有斜体标记（帮助））为兰科石豆兰属下的一个种。

## 扩展阅读
- 維基物種上的相關：短序石豆兰